# Acesodoro
Acesodoro fue un griego natural de Megalópolis (Arcadia). Escribió un Tratado de las ciudades, del que Sófocles ha conservado un hermoso fragmento en sus Escolásticas.